# Эво-ле-Бен
Эво-ле-Бен (фр. Évaux-les-Bains) — коммуна во Франции, находится в регионе Лимузен. Департамент коммуны — Крёз. Входит в состав кантона Эво-ле-Бен. Округ коммуны — Обюссон.
Код INSEE коммуны — 23076.

## Население
Население коммуны на 2010 год составляло 1457 человек.
| 1962 | 1968 | 1975 | 1982 | 1990 | 1999 | 2010 |
| ---- | ---- | ---- | ---- | ---- | ---- | ---- |
| 1873 | 1822 | 1727 | 1810 | 1716 | 1544 | 1457 |

## Экономика
В 2010 году среди 793 человек трудоспособного возраста (15—64 лет) 594 были экономически активными, 199 — неактивными (показатель активности — 74,9 %, в 1999 году было 71,2 %). Из 594 активных жителей работали 534 человека (282 мужчины и 252 женщины), безработных было 60 (31 мужчина и 29 женщин). Среди 199 неактивных 44 человека были учениками или студентами, 108 — пенсионерами, 47 были неактивными по другим причинам.